# アンリ・バンコラン
アンリ・バンコラン (Henri Bencolin) は、ジョン・ディクスン・カーの推理小説に登場する架空のフランス人探偵である。1926年の『山羊の影』に始まる短中編5作品と、『夜歩く』に始まる長編5作品に登場する。

## 事件簿
1. 『山羊の影』 The Shadow of the Goat （1926年）
2. 『第四の容疑者』 The Four Suspect （1927年）
3. 『正義の果て』 The End of Justice （1927年）
4. 『四号車室の殺人』 The Murder in Number Four （1928年）
5. 『グラン・ギニョール』Grand Guignol  （1929年）
6. 『夜歩く』 It Walks by Night （1930年）
7. 『絞首台の謎』 The Lost Gallows （1931年）
8. 『髑髏城』 Castle Skull （1931年）
9. 『蝋人形館の殺人』 The Corpse in the Waxworks （1932年）
10. 『四つの兇器』 The Four False Weapons （1937年）

1から4は短編、5は中編で、6の原型。6から10が長編。

## 設定・素性
『夜歩く』から『蝋人形館の殺人』までの長編4作では、友人の息子であるアメリカ青年ジェフ・マールの視点でバンコランの人物像と彼が扱う事件が書かれている。イギリスでの『絞首台の謎』事件、ドイツでの『髑髏城』事件を除き、ほとんどの事件でパリ周辺を舞台に活躍した。
1880年頃に生まれ、アメリカの大学に留学した後、フランスの警察に入る。第一次世界大戦中は、ドイツのアルンハイム男爵を相手にスパイ合戦を繰り広げ、コンスタンチノープルではピストルの撃ち合いまで繰り広げた。1927年にはパリの予審判事を務めていたが、その地位は金で買ったという噂もあり、犯罪者に対して容赦がないことからメフィストフェレスに例えられることが多かった。
1936年の『四つの凶器』事件では、パリの予審判事を引退しており、「かかし」に例えられるほど性格が温厚になっている。

## 備考
カーの1932年の長編第5作『毒のたわむれ』にはバンコランは登場しないが、ジェフ・マールのみ登場。別のアマチュア探偵パット・ロシターの助手を務める。また、1935年のフェル博士ものの長編『死時計』では、博士が作品の終盤にバンコランを話題にする。これによって両シリーズの世界観が繋がっている事実が明らかになる。